# Maroubra
Maroubra is een geslacht van straalvinnige vissen uit de familie van zeenaalden en zeepaardjes (Syngnathidae).

## Soorten
- Maroubra perserrata Whitley, 1948
- Maroubra yasudai Dawson, 1983